# Shravana latens
Espèce
Shravana latens est une espèce de pseudoscorpions de la famille des Ideoroncidae.

## Distribution
Cette espèce est endémique d'Iran. Elle se rencontre dans les provinces de Fars, du Hormozgan et de Kerman.

## Description
Les mâles mesurent de 2,5 à 3,45 mm et les femelles de 3,5 à 3,7 mm.

## Publication originale
- Harvey, 2016 : The systematics of the pseudoscorpion family Ideoroncidae (Pseudoscorpiones: Neobisioidea) in the Asian region. Journal of Arachnology, vol. 44, no 3, p. 272-329 (texte intégral).